# Louis Dollo
Louis-Antoine-Marie-Joséph Dollo (7. prosince 1857, Lille – 19. dubna 1931, Brusel) byl belgický paleontolog narozený ve Francii. Formuloval již překonanou hypotézu, tzv. Dollův zákon, který říká, že evoluce organismů je nevratná. Roku 1878 dohlížel na vykopávky v belgickém Bernissartu, kde bylo nalezeno mnoho zkamenělin, z nichž nejdůležitější byli dinosauři rodu Iguanodon. Paleontolog Gregory S. Paul po něm pojmenoval jiný rod ornitopodních dinosaurů Dollodon.